# Liste des députés européens de Belgique de la 9e législature
Cet article présente la liste des députés européens de Belgique élus lors des élections européennes de 2019 en Belgique.

## Députés européens élus en 2019

### Collège francophone
| Nom                                     | Parti                                                           | Parti | Groupe parlementaire européen |
| --------------------------------------- | --------------------------------------------------------------- | ----- | ----------------------------- |
| Marie Arena                             | Parti socialiste                                                | PS    | S&D                           |
| Marc Botenga                            | Parti du travail de Belgique                                    | PTB   | GUE/NGL                       |
| Saskia Bricmont                         | Écologistes Confédérés pour l'organisation de luttes originales | Ecolo | Verts/ALE                     |
| Olivier Chastel                         | Mouvement réformateur                                           | MR    | RE                            |
| Philippe Lamberts                       | Écologistes Confédérés pour l'organisation de luttes originales | Ecolo | Verts/ALE                     |
| Benoît Lutgen                           | Centre démocrate humaniste                                      | CDH   | PPE                           |
| Frédérique Ries                         | Mouvement réformateur                                           | MR    | RE                            |
| Marc Tarabella (Remplace Paul Magnette) | Parti socialiste                                                | PS    | S&D                           |

### Collège néerlandophone
| Nom                  | Parti                                | Parti    | Groupe parlementaire européen |
| -------------------- | ------------------------------------ | -------- | ----------------------------- |
| Gerolf Annemans      | Vlaams Belang                        | VB       | ID                            |
| Geert Bourgeois      | Nieuw-Vlaamse Alliantie              | N-VA     | CRE                           |
| Filip De Man         | Vlaams Belang                        | VB       | ID                            |
| Petra De Sutter      | Groen                                | Groen    | Verts/ALE                     |
| Cindy Franssen       | Christen-Democratisch en Vlaams      | CD&V     | PPE                           |
| Assita Kanko         | Nieuw-Vlaamse Alliantie              | N-VA     | CRE                           |
| Kris Peeters         | Christen-Democratisch en Vlaams      | CD&V     | PPE                           |
| Kathleen Van Brempt  | Socialistische Partij Anders         | sp.a     | S&D                           |
| Tom Vandendriessche  | Vlaams Belang                        | VB       | ID                            |
| Johan Van Overtveldt | Nieuw-Vlaamse Alliantie              | N-VA     | CRE                           |
| Hilde Vautmans       | Open Vlaamse Liberalen en Democraten | Open Vld | RE                            |
| Guy Verhofstadt      | Open Vlaamse Liberalen en Democraten | Open Vld | RE                            |

### Collège germanophone
| Nom            | Parti                     | Parti | Groupe parlementaire européen |
| -------------- | ------------------------- | ----- | ----------------------------- |
| Pascal Arimont | Christlich Soziale Partei | CSP   | PPE                           |

## Entrants et sortants
| Entrant            | Parti | Groupe    | En remplacement de | Date           | Motif |
| ------------------ | ----- | --------- | ------------------ | -------------- | ----- |
| Saraswati Matthieu | Groen | Verts/ALE | Petra De Sutter    | 8 octobre 2020 |       |

## Changement d'affiliation
| Membre | Parti  | Parti   | Groupe | Groupe  | Date |
| Membre | Ancien | Nouveau | Ancien | Nouveau | Date |
| ------ | ------ | ------- | ------ | ------- | ---- |